# وشخلاپی (ناحیه بنشوف)
وشخلاپی (به چکی: Všechlapy) یک منطقهٔ مسکونی در جمهوری چک است که در ناحیه بنشوو واقع شده‌است.